# Sông Vitim
Sông Vitim (Tiếng Nga và tiếng Buryat: Витим Vitim; Tiếng Evenki: ВитымWitym; Tiếng Yakut: Виитим ''Viitim) là phụ lưu chính của sông Lena. Với thượng nguồn nằm ở phía đông của hồ Baikal, sông Vitim dài 1.978 km chảy về phía bắc qua dãy núi Ngoại Baikal và thị trấn Bodaybo. Dòng sông dâng cao nhất là vào tháng Sáu và đóng băng từ tháng 11 đến tháng 5. Trước đây, vì dòng chảy xiết của nó, hàng hóa đã từng được vận chuyển 144 km trên đất liền từ Chita đến một nơi gọi là Romanovka và có nhiều chiếc thuyền đóng bị vỡ và chìm khi đến nơi. Vitim là một nơi tuyệt vời để chèo thuyền, nhưng hiếm khi được ghé thăm vì sự hoang sơ của nó.
Người đầu tiên khám phá ra dòng sông có lẽ là Maksim Perfilyev vào năm 1639-40, người đã mang các báo cáo về thượng nguồn sông Amur.

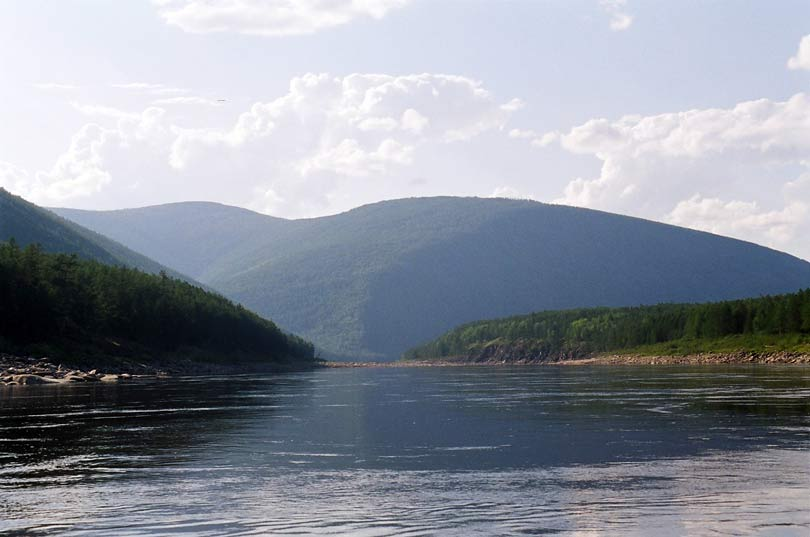
Sông Vitim